# Клубный Менеджмент
Клубный менеджмент (от англ. management — управление, руководство, менеджмент, администрация, дирекция) – это свод знаний по организации и управлению клубными проектами, основой которого является клубная система.

## Клубная система
Клубная система состоит из видения клубного проекта (club vision) – понимания того, чем клуб в будущем должен стать для инвестора и для его членов. Под это видение подстраивается вся клубная система. Миссия клуба может включать видение, дополняя его описанием того, как и какие услуги клуб предоставляет; клубную политику, определяющую, насколько клуб является открытым или закрытым; внутриклубные документы, описывающие принципы клубной политики и определяющие взаимоотношения в треугольнике «владелец – менеджмент – члены клуба»; членские категории и соответствующие взносы; регулярные клубные события той самой клубной жизни, которая объединяет членов клуба; стандарты обслуживания, доказывающие, что клуб – это высшая, наиболее персонифицированная форма в индустрии гостеприимства.

## Основные вопросы при создании клуба
При создании клуба заблаговременно необходимо продумать ряд вопросов,решение которых позволит рассчитывать на создание дееспособной клубной системы в будущем. Необходимо продумать тот «стержневой» интерес, который в дальнейшем и будет объединять его участников, определить видение проекта клуба, его миссию. Иными словами, необходимо понять, для чего данный клуб создается. Еще на первых этапах создания клуба необходимо четко сформулировать разграничения между членами клуба и его гостями, создать портрет будущего члена клуба. Понять, какова будущая клубная политика (открытая / закрытая / semi- private), каковы категории членства и соответствующие им привилегии и взносы.
Во избежание незапланированных финансовых потерь рекомендуется провести анализ сильных и слабых сторон, возможностей и угроз выбранной политики. Определить оргструктуру будущего клуба, степень вовлеченности членов клуба в его деятельность. Разработать документацию, позволяющую регламентировать взаимоотношения между менеджментом, владельцем и членами Клуба. Важным моментом является выбор того, как будут привлекаться новые члены клуба. Кроме того, важно определиться со стандартами обслуживания в клубе, ретранслированием этой специфики до персонала.
Основополагающим моментом при создании клуба является так называемый треугольник взаимоотношений «владелец – менеджмент – члены клуба». Перед тем как принять решение о создании клуба, инвестор должен понимать, что ему, так или иначе, придется участвовать в этом треугольнике взаимоотношений, и он должен быть к этому готов. И именно потому, что члены клуба постепенно начинают осознавать свою сопричастность к клубу, относиться к нему, как «дому вне дома», резкие движения со стороны владельца, касающиеся ценообразования, оказываемых услуг, изменения привилегий членства могут разрушить образ клуба в их глазах, за которым может последовать и финансовый крах.

## Виды клубной политики

### Открытая клубная политика
Процедура вступления / исключения из клуба полностью лежит на менеджере клуба. Инвестор согласовывает предлагаемые решения. Может быть организован совет клуба (advisory board), формирующий рекомендации для инвестора относительно клубной жизни, развития клуба. Президент (инвестор) клуба выполняет представительские функции (участие в ключевых мероприятиях клуба, знаковые эпизоды в жизни клуба, самые важные документы).

### Политика Semi-private (полузакрытая)
Совет клуба (“круг приближенных”), сформированный инвестором, согласовывает вступление претендентов в клуб. Инвесторы, входящие в правление, обладают правом вето. Предусмотрена возможность личной встречи с инвестором тех претендентов, которые предоставили недостаточный объем информации о себе или требуют дополнительной проверки. При политике semi-private вступление и исключение из клуба, является исключительным правом инвесторов (или - президента клуба). Решения, выработанные правлением, носят рекомендательный характер, выносятся на утверждение президентом (инвестором) клуба. Президент может назначаться членами правления (при особом доверии инвестора к “кругу приближенных”)

### Закрытая клубная политика
Особенность закрытой клубной политики состоит в активной вовлеченности правления в формирование (коррекцию) клубной политики. Обсуждение гораздо более широкого спектра вопросов, нежели в первых двух вариантах. Личная встреча с претендентом члена правления обязательна. В данном случае правление может быть не совещательным органом («совет клуба»), но иметь право принятия решений. При закрытой клубной политике в обязанности правления входит бюджетная политика клуба, разработка клубных правил, непосредственная внутриклубная жизнь ,дисциплинарные вопросы, утверждение и исключение из клуба.

## Структура клуба

### Президент клуба
Один из самых уважаемых и влиятельных в клубном сообществе , непререкаемый авторитет и лидер. Принимает стратегические решения, утверждает наиболее важные вопросы и председательствует на всех заседаниях общих собраний. Обычно избирается правлением.

### Правление клуба
Формирование правления — один из залогов успеха внедрения клубной системы в целом. В одних клубах правление является принимающей решения структурой, в других — скорее совещательным органом. Правление может быть выбрано как управляющей компанией (владельцем), так и самим клубным сообществом. Однако для всех клубов характерно то, что правление должно представлять все группы интересов внутри клубного сообщества; быть разнородным и формироваться из известных, по крайней мере в региональном масштабе, членов клуба: в бизнесе, политике, искусстве. Несомненно, это должны быть и достаточно активные люди, заинтересованные в том, чтобы их клуб развивался. Правление формирует образ клуба как у его действительных, так и у будущих членов.
Встречи членов всей управленческой структуры клубного сообщества под руководством правления проводятся ежегодно (реже — 2 раза в год). Но важнейшей ролью правления, на которую необходимо обратить внимание тем, кто только приступает к созданию клуба является формирование первоначального реестра кандидатов. Правление выступает в качестве поручителей этих кандидатов. (Впрочем, и в дальнейшем не прекращая подобную работу.) Успех клубной системы непосредственно связан с «качеством» составленного первоначального реестра. Помимо этого, правление координирует все аспекты клубной политики — от категорий членства до правил пользования инфраструктурой так, чтобы это максимально отвечало пожеланиям его членов. Иногда для определения состава первого правления создается специальный «управляющий комитет», состоящий из тех, кто лично хорошо знает лидеров, которые могли бы стать членами правления формирующегося клуба. Члены этого комитета могут быть и первыми членами клуба.

### Администрация клуба
Помимо президента, в клубе могут быть также избранные из числа членов казначей и секретарь, а также нанятые специалисты — управляющий и директор по членству. Остальные должности зависят от типа клуба и его величины.

### Клубные комитеты
Состоят из членов клуба, ответственных за какую-либо сферу развития. Наличие подобных комитетов (иногда их также называют комиссиями), с одной стороны, говорит о развитости клуба, наличии большого количества членов, а с другой — яркое доказательство того, что участники ощущают эмоциональную связь со своим клубом, чувствуют себя частью сообщества. Конечно, тот факт, что член клуба может и должен влиять на политику частного клуба, пока достаточно сложен для нашего восприятия. Это можно увидеть, наблюдая отношение к членству у экспатриантов, которые всегда готовы помогать клубу, в котором состоят, привлекая новых участников, рекомендуя его своим партнерам и коллегам. Тем не менее при создании клубных комитетов необходимо принимать во внимание и личностные, психологические характеристики потенциальных участников данных внутриклубных образований. Любопытно яркое, образное высказывание организаторов системы Rotary Club на эту тему.

### Комитет по членству
На своих встречах, которые в крупных клубных сообществах проводятся ежемесячно (повестка готовится главой комитета; встреча длится обычно не более часа; тематика включает обсуждение изменений в составе клуба, существующие маркетинговые программы в этой области и постановку задач на ближайший месяц), выносит свою рекомендацию правлению клуба относительно принятия или отклонения кандидатур в члены клуба (учитывая, прежде всего, отсутствие негативной репутации в деловом или каком-либо ином сообществе); представители комитета принимают участие в знакомстве потенциальных членов с инфраструктурой клуба, но прежде всего занимаются активизацией участия существующих членов клуба в программе привлечения новых кандидатов. Комитет обычно избирается правлением. Члены клуба, входящие в комитет, должны активно участвовать в клубной жизни, обладать репутацией и влиянием в сообществе и, конечно (впрочем, как и участники всех остальных комитетов), иметь время для участия в его деятельности.

### Финансовый комитет
Финансовый комитет обычно возглавляет казначей клуба. В его задачи входит определение успешной финансовой политики, включающей согласование членских взносов и запланированных показателей доходов от пользования клубной инфраструктурой с расходами; планирование (совместно с управляющим клуба) и представление ежегодного бюджета правлению; анализ финансовых показателей общественного объединения. Для аудита финансовых документов обычно приглашается сторонняя аудиторская компания.

### Комитет стратегического планирования
Основная задача — создание плана развития на 3–5 лет, согласующегося с миссией клуба, учитывающего развитие инфраструктуры клуба, и планирование связанных с этим расходов, которые могут быть покрыты, в том числе за счет целевых взносов на тот или иной проект.

### Комитет по гольфу(теннису, яхтенным гонкам и др.)
Данный комитет связан с развитием тех или иных видов активного отдыха, представляемых клубом; занимается созданием ежегодного календаря соревнований; устанавливает правила состязаний; иногда непосредственно участвует в организации их проведения.

### Комитет по светским мероприятиям
Планирование и организация светских мероприятий клуба — главная задача данного комитета. Также в обязанности его членов входит и планирование связанных с этим расходов; мониторинг отношения членов клуба к устраиваемым мероприятиям с тем, чтобы они максимально соответствовали их пожеланиям.

### Управления клубным домом и иной инфраструктурой
Клубный дом — важнейшая часть инфраструктуры клуба. Мониторинг пользования клабхаусом; планирование бюджета для поддержания инфраструктуры клубного дома (в том числе ресторана) в рабочем состоянии ― входит в задачи данного комитета. На ежегодных встречах членов клубного сообщества, имеющих право голоса, обсуждаются ежегодные отчеты президента и казначея клуба, а также всех комитетов, иногда утверждаются кандидаты в члены клуба.

## Клубные взносы
Вступительный взнос (initiation fee) - это, в том числе, плата за престиж, право вступить в то или иное сообщество. В западной практике вступительные взносы колеблются от 500 до 10 000 долларов. Впрочем, для самых элитарных клубов их сумма может составлять и более 100 000 долларов.
Преимущество членских взносов состоит в том, что член клуба начинает ощущать не только эмоциональную, но и финансовую связь с клубом, становится заинтересованным в том, чтобы он отвечал его интересам; готов более активно участвовать в его развитии. После вступительного взноса член клуба оплачивает регулярные взносы (dues), которые могут варьироваться от ежемесячных до ежегодных. Помимо этого, он платит за услуги, которыми пользуется в клубе (несомненно, существует ряд привилегий, которыми он пользуется комплиментарно).
Величина взносов зависит от категории членства. Кроме того, есть еще одна составляющая гарантированного дохода, которая активно применяется как городскими, так и загородными клубами: каждый член клуба оплачивает так называемый food &beverage minimum — т. е. ту минимальную сумму, которую он должен оставлять в ресторане. В конце года или ежемесячно тот, кто потратил меньше, должен доплатить разницу.
Также в клубах могут практиковаться целевые взносы, обычно связанные с вопросами развития Клуба или его реконструкции.

## Изучение клубного менеджмента в мире

### Ассоциация Менеджеров Клубов США (CMAA)
Была создана в 1927 г. в Чикаго, США, когда количество различных клубов уже составляло около пяти тысяч. Интересно, что темы первой учредительной конференции ассоциации являются актуальными и сейчас: «Организация клуба», «Анализ членства в клубе», «Популяризация клубной деятельности», «Бюджет клуба и его исполнение».Сегодня CMAA объединяет более 7000 членов - менеджеров, которые управляют 3000 загородными, гольф-, городскими, спортивными, яхт- и военными клубами и сообществами. Ассоциация разрабатывает стандарты менеджмента, включая этические нормы; лоббирует интересы отрасли во властных структурах; предоставляет возможности обучения как для уже работающих менеджеров, так и для студентов (существует студенческое членство).
Выпускник программы института бизнес-менеджмента (BMI) в области клубной индустрии получает статус сертифицированного клубного менеджера, признаваемого в отрасли как знак профессионализма. Возможность получить подобную международную сертификацию для российских менеджеров помогает Некоммерческое партнерство «Альянс Частных Клубов и специалистов клубной индустрии». CMAA – организатор Международной конференции по клубному менеджменту, которая проходит каждый год в феврале. Это самое главное событие в мире клубной индустрии, которое должен, хотя бы раз в жизни, посетить каждый клубный менеджер. Целая неделя мастер-классов, лекций, торжественных мероприятий, приемов, спортивных мероприятий, неформального общения для более чем 5000 гостей со всего мира. Более того, конференция проходит в одни и те же даты с Golf Industry Show – главной выставкой индустрии гольфа.

### Европейская Ассоциация Менеджеров Клубов (CMAE)
В 2002 году британцы, которые не раз посещали Международную Конференцию в качестве гостей, решили создать ассоциацию, подобную американской в Европе. Получив «благословение» от США, ими была создана Европейская Ассоциация Менеджеров Клубов. Это послужило стартом для проведения Европейских Конференций (каждый октябрь) в одной из столиц старого света. Также европейцы предложили схему аффилированного партнерства клубным ассоциациям из других стран, и на сегодняшний момент таких партнеров около тридцати.
Европейская Ассоциация Менеджеров Клубов и Ассоциация менеджеров клубов США, также как и все их аффилированные партнеры, всегда открыты к диалогу. Руководство этих ассоциаций – настоящие дипломаты, готовые познакомить тех, кто заинтересован в профессиональном развитии с удивительным и многогранным миром клубного менеджмента. В России признанным партнером вышеуказанных Ассоциаций является Некоммерческое Партнерство «Альянс Частных Клубов и специалистов клубной индустрии».

## Библиографический список
1. Contemporary Club Management. Edited By Joe Perdue for CMAA. USA, 2007
2. Club Standards Of Operation And Perfomance. CMAA, USA
3. Club Membership Drives & Marketing. — Alexandria, VA, USA, 1996.
4. Irwin R. L., Sutton W. A., McCarthy L M. Sport Promotion & Sale Management. — Champaigh, IL, USA.
5. LeJeune A. The Gentleman’s Clubs Of London. — London, UK, 1987.
6. Mayo J. M. The American Country Club: Its Origins & Development. — New Brunswick, New Jersey, USA, 1998.
7. Morris R. R. Club Manager’s Association Of America: celebrating seventy five years of service, 1927–2002. — Virginia Beach, VA, USA, 2001.
8. Taddei A. London Clubs In The Late Nineteenth Century. — University Of Oxford, 1999.
9. The Dream Job: Sports publicity, promotion & marketing. — Athens, Ohio, 2004.
10. The Guide To Membership Marketing. — Truckee, CA, USA, 2002.
11. Бутчер С. Программы лояльности и клубы постоянных клиентов. — М., 2004.
12. Золотов М. И., Кузин В. В., Кутепов М. Е., Сейранов С. Г. Настольная книга спортивного менеджера. — М., 1997.
13. Медведников С. А. Частный клуб: организация, управление, развитие М., 2006
14. Низяева Т. В., Подливаева М. Б. Спортивный клуб: маркетинг, реклама, бизнес. — М., 1998.
15. Переверзин И. И. Искусство спортивного менеджмента. — М., 2004.
16. Степанова О. Н. Маркетинг в сфере физической культуры и спорта. — М., 2003.
17. Шааф Ф. Спортивный маркетинг. — М., 1998.